# Хебе
Хебе (лат. Hebe) — род семейства Подорожниковые. Представители рода встречаются в Новой Зеландии, острове Рапа-Ити (Французская Полинезия), Фолклендских островах и в Южной Америке. Включает в себя свыше 100 видов и подвидов. Является крупнейшим родом растений в Новой Зеландии (на территории страны произрастают все виды хебе, кроме H. rapensis, являющегося эндемиком острова Рапа). Род назван в честь Гебы, богини юности в древнегреческой мифологии.

## Классификация
Род Хебе был выделен в 1921 году. До этого представители рода включались в состав рода Вероника.

## Биологическое описание
Хебе — кустарник (изредка дерево высотой до 7 м) с крестообразно расположенными вечнозелёными листьями. Цветок совершенный. Венчик обычно состоит из четырёх лепестков. Количество тычинок — две. Цветки голубого, пурпурного или белого цвета. Собраны в кистевидные соцветия.
Растения этого рода встречаются на морском побережье, а также на альпийских лугах.

## Виды
Род насчитывает свыше 100 видов и подвидов. Некоторые из них:
| - Hebe acutiflora - Hebe albicans - Hebe amplexicaulis - Hebe armstrongii - Hebe barkeri - Hebe brachysiphon - Hebe breviracemosa - Hebe brevifolia - Hebe buchananii - Hebe canterburiensis - Hebe carnosula - Hebe chathamica - Hebe cheesmannii - Hebe ciliolata - Hebe colensoi - Hebe cupressoides - Hebe decumbens - Hebe dieffenbachii - Hebe diosmifolia | - Hebe elliptica - Hebe epacridea - Hebe gibbsii - Hebe glaucophylla - Hebe gracillima - Hebe haastii - Hebe hectorii - Hebe hulkeana - Hebe lavaudiana - Hebe leiophylla - Hebe ligustrifolia - Hebe lycopodioides - Hebe macrantha - Hebe matthewsii - Hebe obtusata - Hebe ochracea - Hebe odora - Hebe parviflora - Hebe pauciramosa - Hebe pimeleoides | - Hebe pinguifolia - Hebe propinqua - Hebe rakaiensis - Hebe raoulii - Hebe recurva - Hebe salicifolia - Hebe salicornioides - Hebe speciosa - Hebe stricta - Hebe subalpina - Hebe subsimilis - Hebe tetragona - Hebe tetrasticha - Hebe topiaria - Hebe traversii - Hebe trisepala - Hebe venustula - Hebe vernicosa |